# Pronephrium crenulatum
Pronephrium crenulatum är en kärrbräkenväxtart som beskrevs av Holtt. Pronephrium crenulatum ingår i släktet Pronephrium och familjen Thelypteridaceae. Inga underarter finns listade.